# Бушар, Шарль-Жозеф
Шарль-Жозе́ф Буша́р (1837—1915) — французский врач, патолог.

## Биография
Медицину изучал в Лионе и Париже. В 1879 г. получил профессуру на мед. факультете, в 1886 г. избран членом Медицинской академии, а в 1887 г.— членом Академии Наук (на место Поля Вера). Научная деятельность Бушара охватывает многочисленные отделы медицины — анатомию, физиологию, химию и особенно патологию, в которой имя Бушара связано с разработкой ряда важных научных вопросов . Так, например, Бушаром и его учениками много труда было положено на выяснение происхождения воспалительной гиперемии, которая, по мнению Бушара, представляет собой активное изменение циркуляции под влиянием воспалительно действующих агентов, раздражающих центральную или периферическую вазомоторную систему. С именем Бушара связано также и оригинальное учение о происхождении ряда заболеваний, обусловленных ненормальным (замедленным) обменом. Бушар (совместно с Шово) основал «Journal de physiologie et de pathologie generale», а также издал капитальный труд по общей патологии.